# 量子レーダー
量子レーダー（りょうしレーダー）は、EPR相関（特に量子エンタングルメント）や不確定性原理、出力量子検出に基づいた新たなリモートセンシング技術である。理論的には、レーダーはバックグラウンドノイズの影響を回避して機能しうる。これにより、ステルス機を検出し、電子的な妨害を避け、高いバックグラウンドノイズの領域で動作させることができる。
ほか、濃霧など悪天候下でのレーダー性能の向上が期待され、自動車の自動操縦に用いるセンサーとしてなど、軍事用途のみならず民需用の応用も期待される。
量子レーダの最初の実現可能な設計は、国際チームによって2015年に提案された。これはガウシアン量子イルミネーションのプロトコルに基づいている。

## 概要
一般的なレーダーは電波を発射し、その反射波を測定することで物体の存在を把握する。
一方量子レーダーは量子もつれという光の現象を利用して対象物を知る。基本的なコンセプトは、エンタングルした可視光周波数の光子のストリームを生成し、それを半分に分割することである。一方の「シグナルビーム」は、元の量子状態を保持する方法でマイクロ波周波数に変換される。マイクロ波信号は、通常のレーダーシステムと同様に送信され、受信される。反射された信号が受信されると、それは可視光の光子に変換され直し、もう一方の「アイドルビーム」と比較される。
マイクロ波が標的物体まで往復する間に量子デコヒーレンスによって元のエンタングルメントのほとんどは失われるが、反射されたシグナルビームとアイドルビームの間には、なお十分な量子的相関が残っている。適切な量子検出方式を用いることで、このシステムはレーダーから送信された光子だけを識別し、他の全ての光源を完全に除去することができる。このシステムが実地で機能するようになれば、検出能力における巨大な進歩を意味する。
従来のレーダーはレーダーによって使用される周波数と同じ電波を送信することにより電子的に妨害できる。これを受信者が自分の送信波と区別することは不可能である。
しかしながら、妨害側は理論的にレーダーが持つ内部信号の量子状態を知りえず、これを模擬することができないため、量子レーダーの場合は妨害できない。人為的に発生した妨害波のみならず、地上のクラッターやオーロラなど環境要因も同様に回避できる。
反ステルス技術としても量子レーダーは注目される。ステルス機は、レーダーからの電波をレーダーの受信元以外に反射するか、吸収することで受信機にレーダー波が帰らないようにする。完全に反射を防ぐのは困難であるが、十分に小さければ熱的バックグラウンドノイズに反射波が埋もれ検知できなくなる。だが量子レーダーはオーロラなどと同様バックグラウンドノイズを回避できるので、反射波が著しく小さいステルス機であっても探知できる。

## 歴史
ある設計は、2005年に防衛請負企業のロッキード・マーティンによって提案された。この研究に関する特許は2013年に付与された。その目的は、古典的なレーダーが提供できるよりも優れた解像度と高い詳細情報を提供するレーダーシステムを構築することであった。しかし、この設計によって量子的な優位性やより良い解像度が理論的に証明されることはなかった。
2015年、国際的な研究者チームが、古典的なセットアップに対して量子的な優位性を達成できる量子レーダーの最初の理論的設計を示した。この量子レーダーのモデルでは、明るいマイクロ波背景に埋め込まれた低反射率のターゲットを遠隔検知することを考え、その検出性能は古典的なマイクロ波レーダーの能力をはるかに超える。適切な波長の「電気光機械コンバーター」を使用することで、この方式は、ターゲット領域を探索するために送信されるマイクロ波シグナルビームと、検出のために保持される光アイドルビームとの間に優れた量子エンタングルメントを生成する。ターゲット領域から収集されたマイクロ波リターンは、その後光ビームに変換され、アイドルビームと共同で測定される。このような技術は、量子イルミネーションの強力なプロトコルを、そのより自然なスペクトル領域、すなわちマイクロ波波長へと拡張するものである。
2019年には、3次元的に強化された量子レーダープロトコルが提案された。これは、3次元空間における非協力的な点状ターゲットの位置を特定するための量子計測学プロトコルとして理解できる。それは量子もつれを利用して、独立した非エンタングル光子を使用した場合に達成できるものよりも、各空間方向に対して2乗で小さい位置特定の不確実性を達成した。
量子レーダーの歴史と設計についてさらに詳しく掘り下げたレビュー論文は、上記の序論で言及されたものに加えて、arXivで入手可能である。
量子レーダーは、予備的な実験プロトタイプが実現されているものの、現在の技術で実現するのは困難である。

## 課題と限界
真に量子的なレーダープロトタイプの実験的実装には、短距離であっても多くの自明でない課題が存在する。現在の量子イルミネーション設計によれば、重要な点はアイドルパルスの管理であり、理想的には、潜在的なターゲットから返ってくるシグナルパルスと一緒に共同で検出されるべきである。しかし、これにはシグナルパルスの往復時間に匹敵する時間で動作可能な、長いコヒーレンス時間を持つ量子メモリの使用が必要となるだろう。他の解決策では、シグナルパルスとアイドルパルスの間の量子的相関を、量子的な優位性が失われる点まで劣化させる可能性がある。これは、量子イルミネーションの光学的設計にも影響を与える問題である。例えば、標準的な光ファイバーを使用して遅延線にアイドルパルスを保存すると、システムが劣化し、量子イルミネーションレーダーの最大範囲が約11kmに制限される。この値は、達成可能な範囲と混同してはならない、この設計の理論的限界として解釈されるべきである。その他の制限には、現在の量子設計が一度に単一の偏光、方位角、仰角、距離、ドップラービンしか考慮していないという事実が含まれる。「マイクロ波量子レーダーにおける距離制限」に関する主な制約は、最近G. PavanとG. Galatiによる論文「Range Limitations in Microwave Quantum Radar」で分析されている。https://www.mdpi.com/2865432

## 応用に関するメディアの憶測
メディアでは、量子レーダーが長距離で動作してステルス機を検出し、意図的なジャミングの試みを排除し、例えば地上のクラッターによる高いバックグラウンドノイズのある領域で動作する可能性があるという憶測がある。これに関連して、量子レーダーが潜在的な対ステルス技術として使用されることについて、かなりのメディアの憶測がある。ステルス機は、通常、丸みを帯びた表面を使用し、部分的なコーナーリフレクターを形成する可能性のあるものを避けることによって、信号をレーダーから反射するように設計されている。これにより、レーダーの受信機に戻る信号の量が非常に減少し、ターゲットは（理想的には）熱的背景雑音の中に失われる。ステルス技術は、量子レーダーの受信機から元の信号を反射させる点で依然として同様に効果的であるが、他のソースに埋もれている場合でも、残りの微小な信号を分離するシステムの能力が、非常にステルス性の高い設計からでさえもリターンを拾い出すことを可能にする。現時点では、これらの長距離応用は憶測であり、実験データによって裏付けられてはいない。
最近では、ウォータールー大学によって、レーダー検出用の多数のエンタングルした光子の生成が研究されている。